# IBU-Sommercup 2011
Der IBU-Sommercup 2011 wurde zwischen Juli und August 2011 auf vier Stationen in vier verschiedenen Ländern ausgetragen. Zunächst wurden zwei Wettkämpfe im Sprint und der Verfolgung im Crosslauf-Sommerbiathlon ausgetragen, später drei Wettkämpfe im Rollski-Biathlon. Es wurden sowohl Wettkämpfe für Männer als auch für Frauen durchgeführt. Sie dienten in erster Linie der Vorbereitung auf die Sommerbiathlon-Europameisterschaften 2011 im Crosslauf-Biathlon und der Sommerbiathlon-Weltmeisterschaften 2011 im Rollski-Biathlon. Eine Gesamtwertung wurde weder für die einzelnen Wettbewerbsarten noch insgesamt geführt. Eine geplante dritte und letzte Rollski-Station im September wurde abgesagt.

## Cross Frauen
| 1. IBU-Sommercup in Haanja, 9. Juli 2011 – 10. Juli 2011 | 1. IBU-Sommercup in Haanja, 9. Juli 2011 – 10. Juli 2011 | 1. IBU-Sommercup in Haanja, 9. Juli 2011 – 10. Juli 2011 | 1. IBU-Sommercup in Haanja, 9. Juli 2011 – 10. Juli 2011 | 1. IBU-Sommercup in Haanja, 9. Juli 2011 – 10. Juli 2011 |
| -------------------------------------------------------- | -------------------------------------------------------- | -------------------------------------------------------- | -------------------------------------------------------- | -------------------------------------------------------- |
| Datum                                                    | Disziplin                                                | Erster Platz                                             | Zweiter Platz                                            | Dritter Platz                                            |
| 9. Juli 2011 (Sa.)                                       | 3-km-Sprint                                              | Kadri Lehtla                                             | Jelena Jaschkina                                         | Vladimíra Točeková                                       |
| 10. Juli 2011 (So.)                                      | 5-km-Verfolgung                                          | Kadri Lehtla                                             | Vladimíra Točeková                                       | Jelena Jaschkina                                         |

| 2. IBU-Sommercup in Osrblie, 16. August 2011 – 17. August 2011 | 2. IBU-Sommercup in Osrblie, 16. August 2011 – 17. August 2011 | 2. IBU-Sommercup in Osrblie, 16. August 2011 – 17. August 2011 | 2. IBU-Sommercup in Osrblie, 16. August 2011 – 17. August 2011 | 2. IBU-Sommercup in Osrblie, 16. August 2011 – 17. August 2011 |
| -------------------------------------------------------------- | -------------------------------------------------------------- | -------------------------------------------------------------- | -------------------------------------------------------------- | -------------------------------------------------------------- |
| Datum                                                          | Disziplin                                                      | Erster Platz                                                   | Zweiter Platz                                                  | Dritter Platz                                                  |
| 16. August 2011 (Sa.)                                          | 3-km-Sprint                                                    | Anastasiya Kuzmina                                             | Vladimíra Točeková                                             | Jelena Jaschkina                                               |
| 17. August 2011 (So.)                                          | 5-km-Verfolgung                                                | Ildikó Papp                                                    | Vladimíra Točeková                                             | Terézia Poliaková                                              |

## Rollski Frauen
| 1. IBU-Sommercup in Kontiolahti, 19. August 2011 – 21. August 2011 | 1. IBU-Sommercup in Kontiolahti, 19. August 2011 – 21. August 2011 | 1. IBU-Sommercup in Kontiolahti, 19. August 2011 – 21. August 2011 | 1. IBU-Sommercup in Kontiolahti, 19. August 2011 – 21. August 2011 | 1. IBU-Sommercup in Kontiolahti, 19. August 2011 – 21. August 2011 |
| ------------------------------------------------------------------ | ------------------------------------------------------------------ | ------------------------------------------------------------------ | ------------------------------------------------------------------ | ------------------------------------------------------------------ |
| Datum                                                              | Disziplin                                                          | Erster Platz                                                       | Zweiter Platz                                                      | Dritter Platz                                                      |
| 20. August 2011 (Sa.)                                              | Sprint                                                             | Kaisa Mäkäräinen                                                   | Mari Laukkanen                                                     | Kadri Lehtla                                                       |
| 21. August 2011 (So.)                                              | Verfolgung                                                         | Kaisa Mäkäräinen                                                   | Kadri Lehtla                                                       | Mari Laukkanen                                                     |

| 2. IBU-Sommercup in Ostrow, 26. August 2011 – 28. August 2011 | 2. IBU-Sommercup in Ostrow, 26. August 2011 – 28. August 2011 | 2. IBU-Sommercup in Ostrow, 26. August 2011 – 28. August 2011 | 2. IBU-Sommercup in Ostrow, 26. August 2011 – 28. August 2011 | 2. IBU-Sommercup in Ostrow, 26. August 2011 – 28. August 2011 |
| ------------------------------------------------------------- | ------------------------------------------------------------- | ------------------------------------------------------------- | ------------------------------------------------------------- | ------------------------------------------------------------- |
| Datum                                                         | Disziplin                                                     | Erster Platz                                                  | Zweiter Platz                                                 | Dritter Platz                                                 |
| 27. August 2011 (Sa.)                                         | Sprint                                                        | Olga Abramowa                                                 | Anna Kunajewa                                                 | Weronika Timofejewa                                           |
| 28. August 2011 (So.)                                         | Verfolgung                                                    | Olga Abramowa                                                 | Natalie Eremich                                               | Weronika Timofejewa                                           |

## Cross Männer
| 1. IBU-Sommercup in Haanja, 9. Juli 2011 – 10. Juli 2011 | 1. IBU-Sommercup in Haanja, 9. Juli 2011 – 10. Juli 2011 | 1. IBU-Sommercup in Haanja, 9. Juli 2011 – 10. Juli 2011 | 1. IBU-Sommercup in Haanja, 9. Juli 2011 – 10. Juli 2011 | 1. IBU-Sommercup in Haanja, 9. Juli 2011 – 10. Juli 2011 |
| -------------------------------------------------------- | -------------------------------------------------------- | -------------------------------------------------------- | -------------------------------------------------------- | -------------------------------------------------------- |
| Datum                                                    | Disziplin                                                | Erster Platz                                             | Zweiter Platz                                            | Dritter Platz                                            |
| 9. Juli 2011 (Sa.)                                       | 3-km-Sprint                                              | Maxim Adijew                                             | Kauri Kõiv                                               | Peter Ridzoň                                             |
| 10. Juli 2011 (So.)                                      | 5-km-Verfolgung                                          | Maxim Adijew                                             | Radovan Cienik                                           | Kauri Kõiv                                               |

| 2. IBU-Sommercup in Osrblie, 16. August 2011 – 17. August 2011 | 2. IBU-Sommercup in Osrblie, 16. August 2011 – 17. August 2011 | 2. IBU-Sommercup in Osrblie, 16. August 2011 – 17. August 2011 | 2. IBU-Sommercup in Osrblie, 16. August 2011 – 17. August 2011 | 2. IBU-Sommercup in Osrblie, 16. August 2011 – 17. August 2011 |
| -------------------------------------------------------------- | -------------------------------------------------------------- | -------------------------------------------------------------- | -------------------------------------------------------------- | -------------------------------------------------------------- |
| Datum                                                          | Disziplin                                                      | Erster Platz                                                   | Zweiter Platz                                                  | Dritter Platz                                                  |
| 16. August 2011 (Sa.)                                          | 3-km-Sprint                                                    | Anuzar Yunusov                                                 | Ruslan Nasirov                                                 | Peter Ridzoň                                                   |
| 17. August 2011 (So.)                                          | 5-km-Verfolgung                                                | Peter Ridzoň                                                   | Anuzar Yunusov                                                 | Ruslan Nasirov                                                 |

## Rollski Männer
| 1. IBU-Sommercup in Kontiolahti, 19. August 2011 – 21. August 2011 | 1. IBU-Sommercup in Kontiolahti, 19. August 2011 – 21. August 2011 | 1. IBU-Sommercup in Kontiolahti, 19. August 2011 – 21. August 2011 | 1. IBU-Sommercup in Kontiolahti, 19. August 2011 – 21. August 2011 | 1. IBU-Sommercup in Kontiolahti, 19. August 2011 – 21. August 2011 |
| ------------------------------------------------------------------ | ------------------------------------------------------------------ | ------------------------------------------------------------------ | ------------------------------------------------------------------ | ------------------------------------------------------------------ |
| Datum                                                              | Disziplin                                                          | Erster Platz                                                       | Zweiter Platz                                                      | Dritter Platz                                                      |
| 20. August 2011 (Sa.)                                              | Sprint                                                             | Jarkko Kauppinen                                                   | Matti Hakala                                                       | Ville Simola                                                       |
| 21. August 2011 (So.)                                              | Verfolgung                                                         | Jarkko Kauppinen                                                   | Ahti Toivanen                                                      | Timo Antila                                                        |

| 2. IBU-Sommercup in Ostrow, 26. August 2011 – 28. August 2011 | 2. IBU-Sommercup in Ostrow, 26. August 2011 – 28. August 2011 | 2. IBU-Sommercup in Ostrow, 26. August 2011 – 28. August 2011 | 2. IBU-Sommercup in Ostrow, 26. August 2011 – 28. August 2011 | 2. IBU-Sommercup in Ostrow, 26. August 2011 – 28. August 2011 |
| ------------------------------------------------------------- | ------------------------------------------------------------- | ------------------------------------------------------------- | ------------------------------------------------------------- | ------------------------------------------------------------- |
| Datum                                                         | Disziplin                                                     | Erster Platz                                                  | Zweiter Platz                                                 | Dritter Platz                                                 |
| 27. August 2011 (Sa.)                                         | Sprint                                                        | Dmitri Jaroschenko                                            | Andrei Prokunin                                               | Artjom Gussew                                                 |
| 28. August 2011 (So.)                                         | Verfolgung                                                    | Dmitri Jaroschenko                                            | Andrei Prokunin                                               | Artjom Uschakow                                               |